# SV40
Az SV40 (az angol simian virus 40 rövidítése, jelentése: majomvírus 40) kis méretű poliómavírus, amely egyaránt megtalálható emberekben és majmokban. A vírus azután került a figyelem középpontjába, hogy kutatók rájöttek, az 1955 és 1963 között beadott járványos gyermekbénulás elleni vakcinák nagyjából egyharmada SV40 vírussal is meg volt fertőződve. Így milliók kapták meg a nemzeti védőkampány által beadott oltás mellett az SV40 majomvírust is. Későbbi kutatások felvetették, hogy a vírus esetleg felelőssé tehető egyes – főleg ritka – rákbetegségekért, de ezeket a feltételezéseket egyelőre nem sikerült kétséget kizáróan bizonyítani.

## Kutatásának története
A járványos gyermekbénulás az 1900-as évek elején egyre aggasztóbb méreteket öltött, ami – az amerikai elnök alapítványa folytán – kutatókat arra sarkallott, hogy minél gyorsabb megtalálják a betegség ellenszerét. Az 1950-es évek elején két tudós, Jonas Edward Salk és Albert Bruce Sabin versengve igyekeztek megtalálni a megfelelő vakcinát. Miután a kialakult betegség okozta károsodás már nem visszafordítható, így a hangsúly a megelőzésre került. A védettséget jelentő megfelelő immunválaszt lényegében mindkét tudós a betegséget kiváltó poliovírus segítségével próbálta elérni. Habár kutatásuk abban eltért, hogy míg Salk elölt vírust használt, addig Sabin legyengítettet, de a vírusszaporítást mindketten ugyanúgy végezték. Az akkori módszereknek megfelelően az ázsiai rézuszmajmok veseszövetében tenyésztették ki a poliovírust, amit aztán Salk formaldehiddel elölt. Ez képezte a Salk-féle vakcina alapját. 1955. április 12-én Salk doktor bejelentette, hogy kifejlesztett egy vakcinát. Mivel nagy volt a társadalmi nyomás (főként a gyermekek érintettsége miatt), rendkívül gyorsan indult meg a lakosság beoltása.
Négy évvel a Salk-vakcina bevezetése után Bernice Eddy, a National Institutes of Health kutatója vizsgálatai során a rézuszmajom-vesesejtek pusztulására figyelt fel. Miután kivonatot készített a problémás sejtekből és azokat 23 rágcsálónak befecskendezte, 20 esetben 9 hónap alatt tumorok jelentek meg a kísérleti állatokban. Az aggódó tudós 1960. július 6-án eljuttatta eredményeit dr. Joseph Smadelhez, a HIN biológiai osztályának vezetőjéhez, azonban Smadel nem találta rosszindulatúnak a tumort. Egy év múlva dr. Maurice Hilleman és dr. Ben Sweet izolálták a problémát okozó vírust, amely az SV40 (simian virus 40) elnevezést kapta, mivel ez volt a negyvenedik olyan vírus, amit majmok veséjében találtak. Feltételezték, hogy Salk formaldehides kezelése nem pusztította el az SV40 vírust. Habár a US Public Health Service nem volt meggyőződve a vírus ártalmasságáról, de 1961-ben (a nyilvánosság értesítése nélkül) mégis a problémás vakcina kivonásáról döntött, és az új szállítmányok már olyan oltóanyagokból készültek, ahol a rézuszmajmok helyett a vírusmentes amerikai szürkemajmokat használták fel. Azonban addigra csak az USA-ban több mint 98 millió ember kapta meg az oltást. Az első publikus közlés az SV40-ről 1961. július 26-án jelent meg a The New York Timesban.
A következő évtizedekben vizsgálták a fertőzött vakcina hatását a beoltott gyermekeken. Időközben az is kiderült, hogy részben mind a Salk-vakcinák, mind a Sabin-cseppek fertőzöttek voltak SV40 majomvírussal. Dr. Robert Garcea és dr. John Bergsagel gyermekek agytumorjának vizsgálatakor SV40 vírus lenyomatát találták. Dr. Michele Carbone megállapította, hogy a rágcsálóknál közvetlenül befecskendezett vírus az esetek 60%-ában egy ritka rákfajtát, mezoteliómát okozott az injektálás helyén. A felfedezés nyomán új kutatások indultak, és 1996 végére több tudós is jelezte, hogy különböző tumorokban megtalálták az SV40 nyomát. Ezt azonban számos tudós inkább a laborokban akkor már kutatásra használt SV40-szennyeződésnek tudta be.
Az 1990-es évek közepére kimutatták az SV40-et olyan személyeknél is, akik nem kerültek kapcsolatba a fertőzött oltóanyagokkal, így bebizonyosodott, hogy a vírus emberről emberre is terjed. 1980 után egy új fajta vesebetegség vizsgálatánál mutatták ki az esetek több mint felénél a vírus jelenlétét.
A különböző kutatások viszont ellentmondásosak. Habár abban mindenki egyetért, hogy emberben is megtalálható a vírus, de jelenleg nem bizonyítható kétséget kizáróan, hogy valóban veszélyes-e az SV40 az emberre. Azonban az se kizárható, hogy részleges szerepe van a tumorok kialakulásában. További kutatások arra is kitérnek, hogy nem bizonyítható, hogy az SV40 nem volt már jelen az emberi szervezetben a poliovakcina-oltások beadása előtt.

## Viták a vírus rákkeltő hatásáról

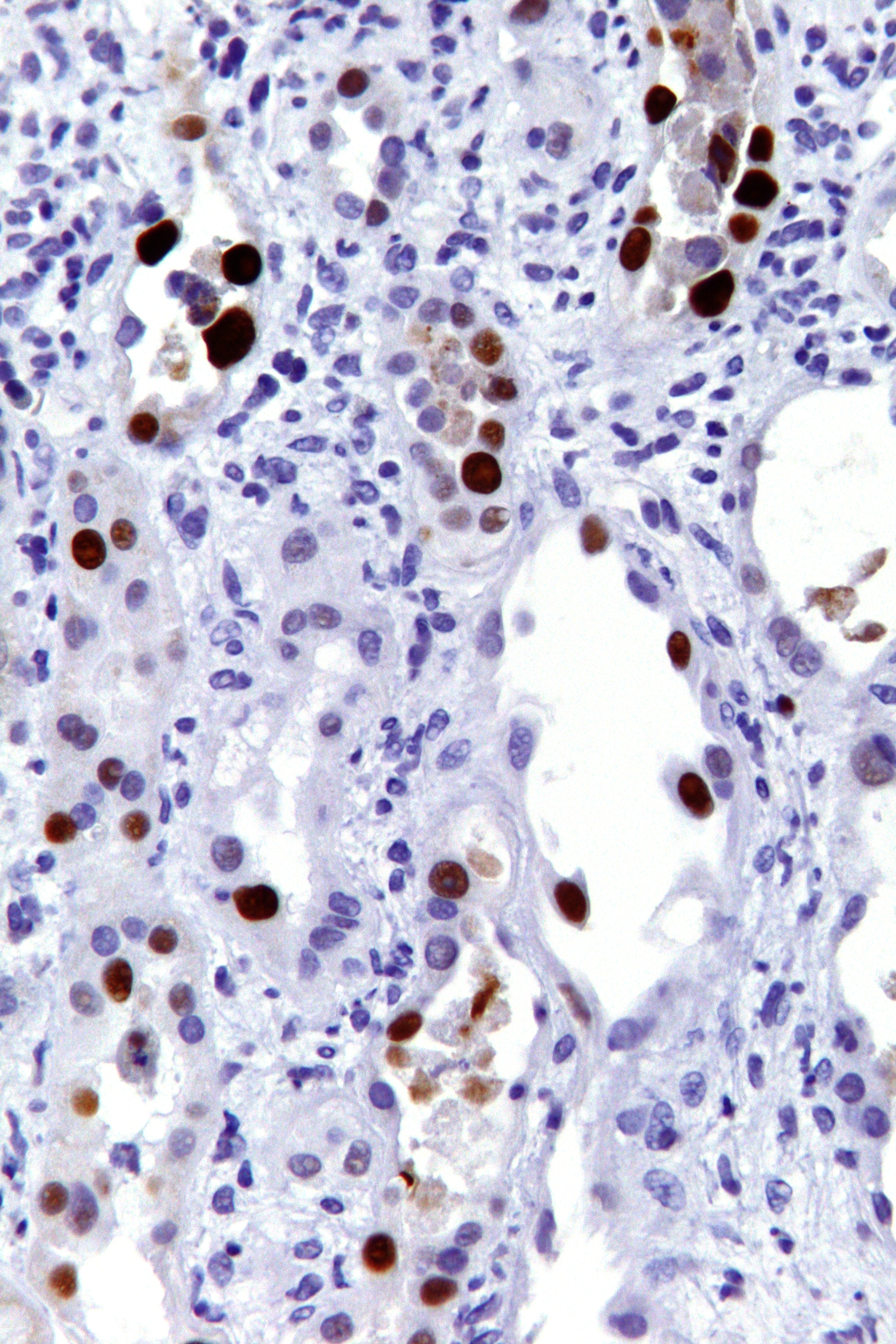
SV40 okozta sejtpusztulás a vesében (nagyítás)

- Dr. Michele Carbone, az illinois-i Loyola University Medical Center kutatója úgy véli, hogy az SV40 rákkeltő hatású.
- A National Cancer Insitute(Nemzeti Rákkutató Intézet – NCI) álláspontja szerint viszont nem bizonyítható az elvégzett tanulmányokban, hogy a vírus hatást gyakorolt volna a lakosságra. Azonban sokan megkérdőjelezik ezen tanulmányok alaposságát.
- Számos tudós úgy véli, hogy a kutatók által a tumorokban talált SV40 valójában a laborokban szennyeződött, mivel az SV40 mint rákkutatási eszköz gyakran használatos volt. Dr. Howard Strickle ötven kórházi mezotelióma mintát vizsgált meg, és egy se tartalmazott SV40-et. Más kutatók viszont kétlik, hogy a több helyről érkezett jelentések mindegyike magyarázható lenne a szennyeződéssel.
- Miután az SV40 és a rák kapcsolata nem egyértelmű (nincs jelen minden mintában, és nem kapja meg minden beinjekciózott egyed) így feltételezik, hogy a rák kialakulása az SV40 mellett több rákkeltő tényező függvénye.

## Virológiája
Az SV40 a Polyomaviridae családba tartozik, lipidburka nincs, kapszidja ikozaéder alakú, genomja kettős szálú DNS, amely kb. 5000 bázispárnyi hosszú. A fertőzés során a gazdasejt felszínén található MHC-I. fehérjekomplexhez kapcsolódik. Miután a vírus bejutott a citoplazmába, a kapszid szétesik, DNS-e pedig – a hozzákötődő fehérjékkel együtt – a sejtmagba vándorol. Az SV40 génjei két csoportra oszlanak, korai és kései génekre. A korai gének szabályozó hatásúak, míg a kései gének a kapszid felépítéséhez szükséges struktúraproteineket kódolnak. A vírus daganatkeltő hatásáért a korai termékek közé tartozó ún. nagy T-antigén felelős, amely serkenti a sejtosztódást, és blokkolja az apoptózist beindító p53 tumorellenes sejtfehérjét.